# Повстання Івайла

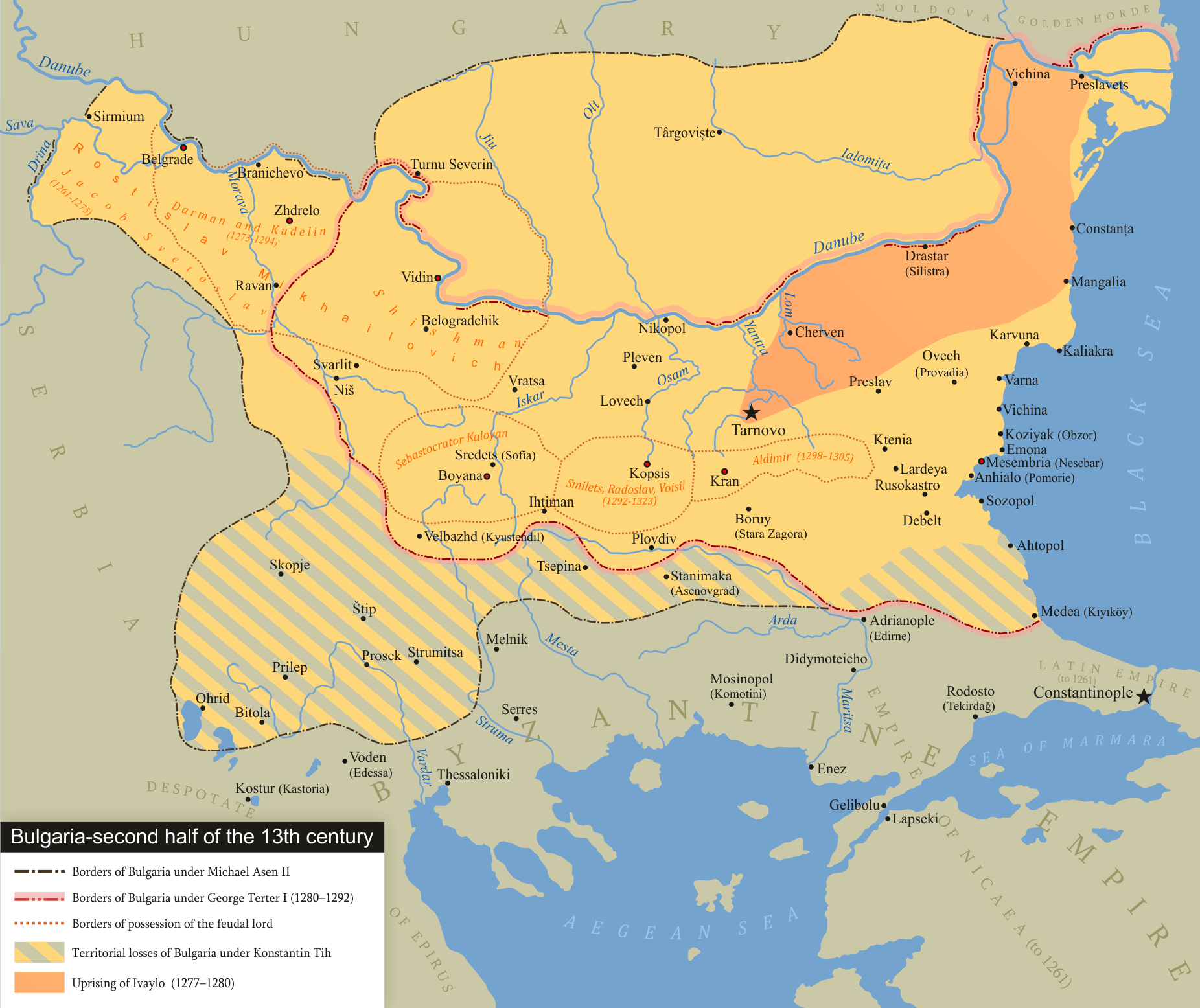
Повстання Івайла

Повстання Івайла (болг. Въехание на Ивайло) — повстання в 1277-1278 болгарського селянства під проводом майбутнього болгарського царя Івайла проти некомпетентного правління царя Костянтина Тиха і болгарської знаті. 
Повстання було викликане, головним чином, нездатністю центральної влади протистояти монгольській загрозі в північно-східній Болгарії. Слабкість державних інститутів була результатом прискореної феодалізації Другого Болгарського царства. Татари грабували і розоряли болгарське населення протягом десятиліть особливо в районі Добруджі.

## Передумови
Після кончини Івана Асена II (1218—1241), Болгарське царство поступово почало зменшуватися: як внаслідок того, що на троні часто опинялися немовлята, так і через внутрішні чвари серед місцевих дворян. Північ країни переживала постійні монгольські набіги: особливо після 1240-х років. Хоча Іван Асен II розбив монголів незадовго до своєї смерті, регент Коломана I Асена (1241—1246) погодився виплачувати щорічну данину кочівникам, щоб уникнути нових спустошень. Потім стався розпад конфедерації правителів у Дешт-і-Кипчаку і створення монгольської Золотої Орди. Це мало довгострокові політичні і стратегічні наслідки для Болгарії — попередні правителі були болгарськими союзниками і часто забезпечували болгарську армію допоміжною кавалерією, в той час як Золота Орда виявлялася ворожою державою.
На півдні Болгарія втратила значні частини Фракії і Македонії на користь Нікейської імперії, яка уникла первинних нападів монголів. Землі на північному заході — включно з Белградом, Браничево і Северин Банатом — були завойовані Королівством Угорщина.
У 1256 році в Болгарії почалася громадянська війна між Міцо Асеном (1256—1257), родичем Івана Асена II, який влаштувався в південно-східній Болгарії, і боярином з Скоп'є Костянтином Тихом (1257—1277), який був проголошений імператором дворянством Тирново. Одночасно, угорський дворянин князівського походження Ростислав Михайлович улаштувався у Видині — як ще один претендент на титул імператора країни (і був визнаний таким Королівством Угорщина).
До 1261 року Костянтин Тих став переможцем, але його 20-літнє царствування не принесло стабільності Болгарії: Видин залишився незалежним від центральної влади в Тирново, а монголи регулярно проводили атаки на північний схід країни, грабуючи села і паралізуючи економічне життя в регіоні. У тому ж році Михайло VIII Палеолог (1259—1282) захопив Константинополь і відновив Візантійську імперію, яка стала головним противником Болгарії на півдні.
У 1260-х роках Костянтин Тих зламав ногу на полюванні і залишився паралізованим нижче талії. Інвалідність помітно послабила контроль над урядом, і він потрапив під вплив своєї другої дружини Ірини Дукайни Ласкаріної — яка, разом зі своїми родичами, постійно брала участь в інтригах при візантійському дворі. Пізніше він залишив державні справи своїй третій дружині Марії Палеологині Кантакузині. Вона була «скандальною інтриганткою», чиї дії з забезпечення успадкування престолу її сином озлобили дворянство.

## Повстання
У 1277 селянський лідер Івайло — якого сучасні йому візантійські літописці називали «свинопасом» — виявився успішним полководцем і харизматичним лідером. У перші місяці повстання він розбив як монголів, так і царські армії — особисто убивши Костянтина Тиха в одному з боїв.
Візантійський імператор Михайло VIII Палеолог спробував використати ситуацію на свою користь і вдерся в Болгарію. Він послав Івана Асена III, сина колишнього царя Міцо Асена, претендентом на болгарський трон, забезпечивши його великою візантійською армією. Але Івайло в 1278 році випередив його і, здійснивши тріумфальний в'їзд у столицю Тирново, одружився з вдовою імператора Марією, після чого примусив місцеве дворянство визнати себе новим царем Болгарії.

## Наслідки
Візантійський імператор Михайло VIII «підштовхнув» монголів до атаки з півночі, змусивши тим самим царя Івайла битися відразу на двох фронтах. Івайло був розбитий монголами і опинився в облозі у фортеці Драстар; в його відсутність дворянство в столиці Тирново відкрило ворота новому царю Івану Асену III. Імператор Михайло VIII для його підтримки послав проти Івайла в Болгарію дві великі армії — але обидві вони були розбиті болгарськими повстанцями в Балканських горах. Івайлу незабаром вдалося прорвати облогу Драстара, і Іван Асен III втік назад у Візантійську імперію. Але дворянство в столиці проголосило новим царем вихідця зі свого середовища, магната Георгія I Тертера. 
Оточений ворогами і втративши підтримку через постійні війни, Івайло втік до табору монгольського воєначальника Ногай-хана в пошуках допомоги — але, врешті, був убитий. Наслідки повстання і правління Івайла довго впливали як на Болгарію, так і на Візантію: через роки після смерті царя-«свинопаса» у Візантійській імперії з'явилися два «Псевдо-Івайла», які користувалися широкою підтримкою населення.